# Zoramia gilberti
Zoramia gilberti is een straalvinnige vissensoort uit de familie van kardinaalbaarzen (Apogonidae). De wetenschappelijke naam van de soort is voor het eerst geldig gepubliceerd in 1905 door Jordan & Seale.